# Stryfe
Stryfe è un personaggio dei fumetti creato da Louise Simonson (testi) e Rob Liefeld (disegni), pubblicato dalla Marvel Comics. Apparso per la prima volta sulle pagine di New Mutants (vol. 1) n. 87 (marzo 1990), è il clone malvagio dell'X-Man Cable e principale antagonista nei crossover Execuzione e Messiah War.

## Biografia del personaggio

### Clonazione
Clone di Cable, Stryfe è il risultato d'un piano ordito da Apocalisse che dopo la nascita di Nathan Summers lo infettò con un virus tecno-organico in grado di fagocitare qualsiasi tessuto biologico mettendone a rischio la vita. Per riuscire a salvargli la vita, Ciclope lo affidò alle cure della confraternita Askani proveniente dal futuro che lo clonò in modo da riuscire a salvarlo qualora l'infezione avesse preso il sopravvento. Inspiegabilmente, il clone che aveva in poco tempo raggiunto in età Nathan, sconfisse il tecno-virus ma a seguito di uno scontro fra Apocalisse e gli Askani venne rapito dal malvagio e cresciuto nell'odio e nella paura. Apocalisse gli diede il nome di Stryfe e pianificò di utilizzarne il corpo come prossimo ospite ma durante il processo di trasferimento delle essenze si accorse che il giovane era un clone, inutilizzabile come veicolo. Nel mentre, Cable assieme ai viaggiatori temporali Ciclope e Fenice riuscì a sconfiggere Apocalisse e ad impedire qualsiasi sua futura incarnazione tanto che la sua essenza cominciò lentamente a svanire. Ch'vayre, comandante in seconda di Apocalisse, allevò e si prese cura di Stryfe che durante la sua crescita accelerata sviluppò un odio viscerale contro i suoi veri genitori accusandoli di averlo abbandonato e contro Apocalisse che vedeva come una sorta di distorta figura paterna. Prese in mano le redini del potere, costruì un gigantesco esercito e si oppose sia al Clan dei Prescelti fondato da Cable che ai New Canaanites, dispotico regime che aveva rimpiazzato quello di Apocalisse. Durante la guerra che ne seguì, Stryfe uccise la moglie di Cable, Jenskot, e rapì e condizionò Tyler, loro figlio.

### X-Men, Sinistro e Legacy
Dopo che i New Canaanites riuscirono a prendere il totale controllo del pianeta, Stryfe fuggì indietro nel tempo per giungere nell'epoca degli X-Men duemila anni nel passato. Prendendo le sembianze di Cable s'infiltrò all'interno del gruppo e riuscì ad attaccare Xavier senza che questi se ne accorgesse. Dopo il fallito attentato reclutò un gruppo di mutanti e fondò il Fronte di Liberazione Mutante ed arrivò vicino a distruggere l'Apocalisse che si trovava in questa epoca. Infine diede al genetista Sinistro una provetta contenente i geni dei discendenti della linea Summers di duemila anni nel futuro che tuttavia si rivelò essere il principale ceppo del virus Legacy destinato a falciare la popolazione mutante negli anni a venire. Durante la sua ultima battaglia con Cable quasi lo uccise prima che questi aprisse un mistico varco spazio-temporale che gli distrusse il corpo ed obbligasse la sua coscienza a rifugiarsi nella mente di Nathan. Durante questo periodo provò a risorgere occupando inutilmente il corpo di Warpath. L'ultima sua apparizione risale a quando assieme agli X-Men Alfiere e Gambit combatté contro La Bete Noir, entità intrappolata all'interno della Terra dalla forza Fenice agli albori dell'universo. Per salvare il pianeta, Stryfe arrivò a sacrificare ciò che rimaneva di lui.

### Messiah War
Raggiunto da Alfiere in un prossimo futuro, Stryfe (riunitosi in qualche modo al suo corpo originale) accetta la sua proposta di catturare e uccidere Cable in cambio della vita di Apocalisse. Ridotto in fin di vita il suo mentore, i due rapiscono Kiden Nixon dal passato per utilizzarla come catalizzatore nella creazione di una barriera temporale che impedisca a Cable, Hope e X-Force di fuggire. Presa in ostaggio la piccola, viene però sconfitto dalle forze congiunte dei suoi oppositori ed ucciso da Apocalisse per divenire il nuovo ospite della sua essenza vitale.

## Poteri ed abilità
Come clone di Cable, Stryfe è un mutante di livello omega e possiede le identiche abilità dell'originale, vale a dire sia la telecinesi che la telepatia, anche se può usarle ad un livello molto più elevato. Ciò si spiega grazie al fatto che Stryfe a differenza di Cable, non è affetto dal virus che infetta quest'ultimo, che invece utilizza costantemente una porzione molto consistente delle sue capacità per frenarne l'avanzata. A differenza dell'originale, Stryfe possiede anche alcune capacità, come una forza ed una resistenza sovrumane, sviluppate dalle manipolazioni dei suoi geni ad opera di Apocalisse.

## Altre versioni

### Ultimate
La versione Ultimate di Stryfe differisce parecchio dall'originale. Qui è leader del Fronte di Liberazione Mutante e sostenitore della superiorità dell'Homo Superior, convinto che sia stato il Governo degli Stati Uniti ad assassinare il professor Xavier. Ad una più attenta analisi di Psylocke, si scopre che dietro di lui agiscono i Fenris che manovrandolo e promuovendo un clima di paura e di incertezza tentano di vendere le proprie Sentinelle al governo. In questa versione il suo potere consiste nello stimolare i conflitti latenti delle persone.

## Altri media

### Televisione
Stryfe appare nella serie animata Insuperabili X-Men degli anni novanta nell'episodio Al di là del bene e del male. È uno dei telepati rapiti da Apocalisse.

### Videogiochi
- Stryfe è uno dei boss nel videogioco X-Men Legends II: L'Era di Apocalisse
- Stryfe è il boss finale del videogioco X-Men 2: Game Master's Legacy
- Stryfe è un personaggio giocabile nel videogioco per Iphone Marvel Strike Force.[2]
- Stryfe appare come personaggio giocabile nel videogioco per smartphone Marvel: Sfida dei campioni.